# Georges Watin
Georges Watin, ps. „Kulawy” (ur. 1923 w Duperré w Algierii, zm. 19 lutego 1994 w Paragwaju) – francuski wojskowy, pułkownik, członek OAS.
Brał udział w dwóch zamachach na życie Charles’a de Gaulle’a: 22 sierpnia 1963 w Petit-Clamart i 4 września tegoż samego roku w École Militaire. Po zamachach zdołał zbiec i osiedlić się w Paragwaju. Były żołnierz Legii Cudzoziemskiej.
Był prawdopodobnie pierwowzorem postaci Szakala z powieści Fredericka Forsytha Dzień Szakala.